# Prociclidină
Prociclidina este un medicament antiparkinsonian, fiind utilizat în tratamentul bolii Parkinson și a unor simptome extrapiramidale: parkinsonism iatrogen, acatizie și distonie acută. Calea de administrare disponibilă este cea orală.